# 捷克布羅德

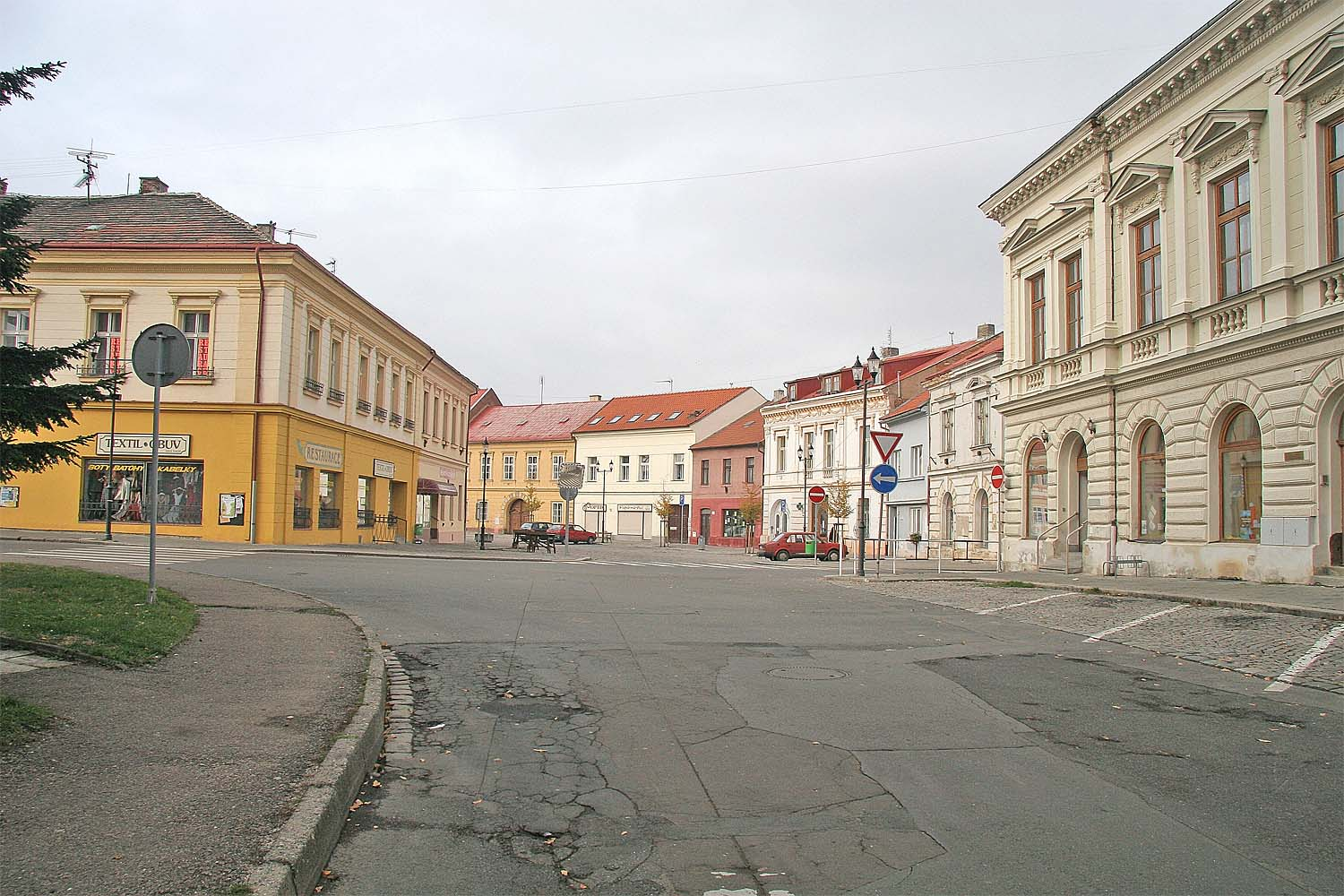

捷克布羅德是捷克的城鎮，位於該國中部，距離首都布拉格35公里，由中波希米亞州負責管轄，始建於十二世紀，面積19.71平方公里，海拔高度219米，2005年人口6,637。

## 外部連結
- Official website （捷克文）
- Brief history of the town （英文）
- Photogallery of Český Brod （页面存档备份，存于）